# Општина Касимча (Тулћа)
Касимча (рум. Casimcea) општина је у Румунији у округу Тулћа.
Oпштина се налази на надморској висини од 265 m.